# Wirbelbogen

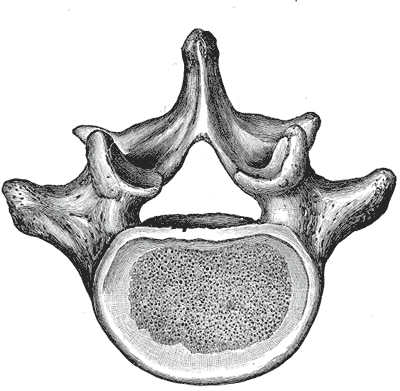
Ein Wirbel. Die Wirbelbögen bilden die obere Wirbelhälfte. In der Mitte ist das Wirbelloch, rechts und links die Querfortsätze und oben der Dornfortsatz zu sehen.

Der Wirbelbogen (Arcus vertebrae, Syn. Neuralbogen) ist ein paariger, bogenförmiger und dorsaler (rückenwärts ausgerichteter) Auswuchs eines Wirbels. Er beginnt mit einem „Füßchen“ (Pediculus arcus vertebrae), die sich in der Bogenplatte (Lamina arcus vertebrae) vereinigen. Zwischen dem Wirbelbogen und dem Wirbelkörper befindet sich das Wirbelloch (Foramen vertebrale), welches zusammen mit den Wirbellöchern der übrigen Wirbel den Wirbelkanal bildet, in dem das Rückenmark liegt. Der Wirbelbogen ist knorpelig oder knöchern.
Vom Wirbelbogen gehen verschiedene Fortsätze aus: Dorsal (rückenwärts) sitzt der  Dornfortsatz (Processus spinosus oder Neurapophyse). Seitlich an den Wirbelbögen gelegen sind die Querfortsätze (Processus transversus oder Diapophyse), an denen – bei Säugetieren nur an den Brustwirbeln – die Rippen ansetzen. Bei manchen Fischen und den Landwirbeltieren (Tetrapoda) sind die Wirbelbögen durch die vier Gelenkfortsätze (Processus articulares oder Zygapophysen) miteinander verbunden, die sich auf der Vorderseite (Präzygapophysen) und der Rückseite (Postzygapophysen) der Wirbelbögen befinden. In der Schwanzwirbelsäule verschwinden die Wirbelbögen.

## Quelle
- Stichwort: „Neuralbögen“, Seite 162 in Lexikon der Biologie, Band 6, Verlag Herder, Freiburg 1986, ISBN 3-451-19646-8